# Perquisite
Pieter Perquin (Amsterdam, 13 april 1982), vooral bekend onder het pseudoniem Perquisite, is een Nederlands muziekproducer, muzikant en componist.

## Levensloop
In 1996 begon Perquisite met het creëren van hiphopbeats; hij was toen veertien jaar. Door zijn klassieke achtergrond voegde hij ook klassieke elementen aan zijn creaties toe. Hij richtte zijn eigen label Unexpected Records op en debuteerde in 2001 met de Outta Nowhere EP, een ep waarop saxofonist Benjamin Herman als gastartiest meedeed. Hierna componeerde/produceerde hij nog een solo-ep, Double Vision, ditmaal met David Kweksilber als gastsolist, die in 2002 uitkwam.
In 2003 ging hij samenwerken met Pete Philly en samen braken ze door als het duo Pete Philly & Perquisite. Ze brachten twee albums uit, toerden 5 jaar lang intensief over de wereld en wonnen verschillende muziekprijzen, waaronder een Zilveren Harp en de Amsterdamprijs. Na meer dan 300 optredens in binnen- en buitenland en voorprogramma's voor onder meer James Brown en Kanye West beëindigde het duo in de herfst van 2009 de samenwerking met een laatste 'Final Celebration' Tour.
Perquisite won in 2009 een Gouden Kalf op het Nederlands Film Festival voor de muziek die hij componeerde voor de film Carmen van het Noorden. Sindsdien heeft hij de muziek voor meerdere Nederlandse speelfilms en series gecomponeerd waaronder 'Hartenstraat' (2014), 'Brasserie Valentijn' (2016), 'Huisvrouwen Bestaan Niet' (2017), 'Zina' (2022) en 'Niemand in de stad' (2018). Voor de laatste werd hij opnieuw genomineerd voor een Gouden Kalf.
Na zijn eerste filmklus werkte Perquisite aan zijn solo-album 'Across', dat verscheen in oktober 2010. Op 'Across' werkte hij samen met twaalf verschillende Nederlandse vocalisten, waaronder Janne Schra, Torre Florim, en Dazzled Kid.
In 2011 leerde hij bij een wekelijkse Amsterdamse jamsessie zangeres Kris Berry kennen. Ze begonnen samen nummers te schrijven en besloten een album uit te brengen. Het album 'Lovestruck Puzzles' kwam in september 2013 uit via Unexpected Records. De single 'Let Go' werd 3FM Megahit.
Eind 2015 begon Perquisite een muzikale samenwerking met de Surinaams-Nederlandse singer-songwriter Jeangu Macrooy, die hij leerde kennen bij een auditie aan het conservatorium van Enschede. Hij produceerde diens debuut-ep 'Brave Enough' (2016), net als zijn debuutalbum 'High On You' (2017) en tweede album 'Horizon' (2019), waarop hij beide eveneens mee-componeerde. Zowel de ep als het debuutalbum werden genomineerd voor een Edison Pop. Daarnaast produceerde hij ook de Nederlandse inzendingen voor het Eurovisie Songfestival 2020 en Eurovisie Songfestival 2021: Jeangu Macrooy's 'Grow' en 'Birth Of A New Age'; het Songfestival van 2020 werd wegens Covid-19 geannuleerd waardoor Jeangu tweemaal meedeed. 'Birth Of A New Age' werd door Jeangu en Perquisite samen geschreven en geproduceerd en werd o.a. opgepikt door de New York Times.
In 2022 gaat Perquisite een samenwerking aan met de opkomende Alternative R&B zangeres/songwriter Swan. Haar debuut-album 'Underneath My Façade', dat Perquisite samen met Swan componeert, wordt op 8 maart 2025 gepresenteerd in de Melkweg in Amsterdam. In april 2025 verschijnt ook een gezamenlijke single met GINGE. 
Begin 2023 besluiten Pete Philly & Perqusite opnieuw te gaan samenwerken. Dit resulteert in een groot reünieconcert in de AFAS Live in Amsterdam op 17 november 2023, waarover OOR schrijft dat het duo 'terug aan de top' is, en in hun derde studioalbum 'Eon' dat uitkomt op 3 mei 2024. Na een succesvolle Europese Tour dat jaar, waarbij Pete & Perq onder andere in Londen, Berlijn en Parijs optreden, kondigt het duo een nieuwe tour aan voor 2025: de Time Flies Theatertour. Tijdens deze tour zijn Pete Philly & Perquisite van april tot juni in elf Nederlandse theaters te zien.
Naast zijn carrière als artiest/producer runt Perquisite sinds 2001 zijn eigen platenlabel Unexpected Records, was hij verantwoordelijk voor het management van Pete Philly & Perquisite en Kris Berry & Perquisite en is hij vanaf 2015 de manager van Jeangu Macrooy. Daarnaast zat hij van 2013 tot 2018 namens de pop-componisten in het bestuur van auteursrechtenorganisatie Buma/Stemra. In 2015 richtte hij samen met een aantal andere muzikanten, waaronder Tjeerd Bomhof, Torre Florim, Aafke Romeijn en Arriën Molema, de Beroepsvereniging voor Auteur-Muzikanten (BAM!, inmiddels BAM! Popauteurs) op, waar hij tevens de eerste voorzitter van was, van 2015 tot 2020.
Door Perquisite gecomponeerde en geproduceerde muziek is bij elkaar meer dan 95 miljoen keer gestreamd op Spotify.

## Discografie

### Albums
- "Underneath My Façade", door Swan (2025) (geproduceerd/co-written door Perquisite)
- "Eon" (2024), als Pete Philly & Perquisite
- "Ik Wist Het: Original Motion Picture Score" (2022)
- "Horizon" (2019), door Jeangu Macrooy (geproduceerd/co-written door Perquisite)
- "Niemand In De Stad: Original Motion Picture Score" (2018)
- "High on You" (2017), door Jeangu Macrooy (geproduceerd/co-written door Perquisite)
- "Collected Works" (2015), als Perquisite & Sliderinc
- "Lovestruck Puzzles" (2013), als Kris Berry & Perquisite
- "Across" (2010)
- "Carmen van het Noorden: De Soundtrack" (2009)
- "Mystery Repeats: The Live Edition" (2008), als Pete Philly & Perquisite
- "Mystery Repeats" (2007), als Pete Philly & Perquisite
- "Remindstate" (2007), als Pete Philly & Perquisite
- "Mindstate" (2005), als Pete Philly & Perquisite

### Ep's
- "My Stereo (Fluid Funk Remixes) (2024), als Pete Philly & Perquisite
- "Underneath My Façade EP" (2024), door Swan (geproduceerd/co-written door Perquisite)
- "Brave Enough" (2016), door Jeangu Macrooy (geproduceerd/co-written door Perquisite)
- "Lotus" (2011), met Renske Taminiau, soundtrack Lotus (film)
- "Expressions" (2003), als North West Metropolis
- "Double Vision", met David Kweksilber (2002)
- "Outta Nowhere", met Benjamin Herman (2001)

### Singles
- "Get A Grip" (2025), door Swan & GINGE
- "The Outcome" (2024), door Swan
- "Sidepiece" (2024), door Swan
- "My Stereo" (2024), als Pete Philly & Perquisite
- "Mayhem feat. Naaz" (2024), als Pete Philly & Perquisite
- "Wish You Well" (2023), door Swan
- "No Drama" (2023), door Swan
- "Hot Sauce" (2023), als Pete Philly & Perquisite
- "Time Flies (2023 remaster), als Pete Philly & Perquisite
- "Yin Yang" (2023), door Swan
- "Birth Of A New Age" (2021), door Jeangu Macrooy
- "Grow" (2020), door Jeangu Macrooy
- "Second Hand Lover" (2019), door Jeangu Macrooy
- "Shake Up This Place" (2019), door Jeangu Macrooy
- "Dance With Me" (2018), door Jeangu Macrooy
- "How Much I Love You" (2018), door Jeangu Macrooy
- "Tell Me Father" (2017), door Jeangu Macrooy
- "High On You" (2017), door Jeangu Macrooy
- "Crazy Kids" (2017), door Jeangu Macrooy
- "Step Into The Water" (2017), door Jeangu Macrooy
- "Brave Enough" (2016), door Jeangu Macrooy
- "To Love Is To Hurt" (2016), door Jeangu Macrooy
- "Gold" (2016), door Jeangu Macrooy
- "Birds on Branches" (2014), als Kris Berry & Perquisite
- "Warm" (2014), als Kris Berry & Perquisite
- "Let Go" (2013), als Kris Berry & Perquisite
- "Hitchhike" (2013), als Kris Berry & Perquisite
- "Blackbirds" (2011), met GMB
- "Dreams of Gold" (2010), met Jenny Lane
- "Set Me Free" (2010), met Urita & Sanguita
- "Q&A" (2008), als Pete Philly & Perquisite
- "Mystery Repeats" (2008), als Pete Philly & Perquisite
- "Empire" (2008), als Pete Philly & Perquisite
- "Time Flies" (2007), als Pete Philly & Perquisite
- "Mellow" (2006), als Pete Philly & Perquisite
- "Grateful/Amazed" (2005), als Pete Philly & Perquisite
- "Hope/Cocksure" (2005), als Pete Philly & Perquisite
- "Insomnia" (2005), als Pete Philly & Perquisite

### Overige producties
- Executive productie album "Volatile" van Josephine Odhil (Unexpected Records, 2023)
- Executive productie + strijkarrangementen album "Summer Moon" door Jeangu Macrooy (Unexpected Records, 2022)
- Productie "Only You" - TenTemPiés (Patiperro, 2018)
- Productie "Street of Hearts" - Niels Geusebroek (Cats Don't Swim, 2014)
- Productie "Nieuwe Belofte" - De Gebroeders Fretz (Universal Music, 2012)
- Strijk arrangementen en cello op "Motorbike" & "Unbearable Lightness of Love" - Dazzled Kid (Fire Needs Air, Universal Music, 2011)
- Strijk arrangementen en cello op "Indian Hay" & "Sunday Blossom" - Benjamin Herman (Blue Sky Blond, Roach Records / Dox Records, 2009)
- Productie van "Lyrical Love" - Renske Taminiau (Waiting to Be Told, Unconventional Records / Challenge Records, 2008)
- Productie/compositie van "Second Blow" - Voicst (A Tale of Two Devils, Good Busy/PIAS, 2008)
- Cello op "Mindstate" - New Generation Big Band (Had Je Wat? 2007)
- Productie/compositie van "Nothing to Play With" - Perquisite (Project Mooncircle, Lunar Orbit, 2005)
- Strijk arrangementen "Schouderklopje" - Terilekst (online, 2005)
- Productie/compositie van "Nebula" - The Proov (Nebula, Unexpected Records, 2003)
- Co-productie/compositie op "Indy & Wich, MOD, Shogun & The Proov – Flockwork" (From Amsterdam to Praha, Redrum, 2003)

## Filmografie

### Filmmuziek
- "Snor" (Zainab Goelaman, 2023)
- "Ik wist het" (Jamel Aattache, 2022), met Sliderinc
- "Buiten Is Het Feest" (Jelle Nesna, 2020)
- "Huisvrouwen bestaan niet 2" (Aniëlle Webster, 2019), met Sliderinc
- "Niemand in de stad" (Michiel van Erp, 2018)
- "Huisvrouwen bestaan niet" (Anniëlle Webster, 2017), met Sliderinc
- "Hartenstrijd" (Janice Pierre, 2016), met Sliderinc
- "Brasserie Valentijn" (Sanne Vogel, 2016), met Sliderinc
- "Wiplala" (Tim Oliehoek, 2014), alleen de songs (met Ruben Hein en Alain Clark)
- "Hartenstraat" (Sanne Vogel, 2014), met Sliderinc
- "Kort" (Sanne Vogel, 2013)
- "Cabo" (Ivan Barbosa, 2012)
- "De Rekening van Catelijne" (Sarah Sylbing & Ester Gould, 2012)
- "Lotus" (Pascale Simons, 2011), met Renske Taminiau en Sliderinc
- "Klein" (Sanne Vogel, 2011)
- "Lellebelle" (Mischa Kamp, 2009)
- "Carmen van het Noorden" (Jelle Nesna, 2009)

### Tv-producties
- "Zina" (Michael Middelkoop, 2021)
- "Van God Los": aflevering 'Dead Man's Hand' (Steffen Haars, 2013)
- "Het Snelle Geld" (IJsbrand van Veelen, 2012)
- "Erop of Eronder" (Michiel van Erp, 2011)
- "Mama" (Sanne Vogel, 2010)